# Kinderdijk
Kinderdijk (phát âm tiếng Hà Lan: [ˌkɪndərˈdɛi̯k]) là một làng nằm ở đô thị Molenlanden, thuộc tỉnh Nam Holland, Hà Lan. Nó nằm cách khoảng 15 km (9 dặm) về phía đông thành phố Rotterdam. Ngôi làng nằm ở khu vực đất lấn biển Alblasserwaard tại hợp lưu của hai con sông Lek và Noord. Để thoát nước nhanh hơn, một hệ thống gồm 19 cối xay gió đã được xây dựng vào khoảng năm 1740. Đây là tập hợp của những cối xay gió lâu đời nhất Hà Lan. Cối xay gió tại Kinderdijk là một trong những khu du lịch nổi tiếng nhất Hà Lan, được UNESCO công nhận là Di sản thế giới từ năm 1997.

## Tên nguyên
Kinderdijk trong tiếng Hà Lan có nghĩa là "Đê Trẻ con". Trong trận lụt St. Elizabeth (1421), khu vực Grote Waard bị ngập lụt nhưng đất lấn biển Alblasserwaard không hề hấn gì. Người ta thường nói rằng khi cơn bão khủng khiếp lắng xuống, một người dân làng đã đi đến con đê giữa hai khu vực này để kiểm tra những gì còn sót lại. Từ xa anh nhìn thấy một cái nôi gỗ nổi trên mặt nước. Khi nó đến gần thì thấy động đậy ở phía trong, và khi nhìn kỹ hơn, một con mèo đã được nhìn thấy là đang cố gắng giữ thăng bằng cách nhảy qua nhảy lại để không cho nước tràn vào bên trong nôi. Khi cái nôi đến sát mép đê, anh ta nhấc chiếc nôi lên và thấy một đứa bé đang ngủ trong đó, đáng yêu và không hề bị ướt. Con mèo đã giữ cho cái nôi cân bằng và nổi. Truyện dân gian và truyền thuyết này đã được xuất bản thành "Con mèo và cái nôi" bằng tiếng Anh.

## Lịch sử
Ở Alblasserwaard, các vấn đề về nước ngày càng trở nên rõ ràng hơn trong thế kỷ 13. Các kênh đào lớn ở Hà Lan được gọi là weteringen nhằm loại bỏ lượng nước dư thừa trong các vùng đất lấn biển. Tuy nhiên, đất rút nước vẫn tiếp tục lún xuống, trong khi mực nước sông tăng lên do cát bồi lắng xuống sông. Sau một vài thế kỷ, một cách bổ sung để giữ cho đất lấn biển khô ráo là yêu cầu cấp thiết.
Người ta đã quyết định xây dựng một loạt các cối xay gió, với khả năng hạn chế chênh lệch mực nước, nhưng chỉ có thể bơm nước vào một hồ chứa ở trung gian giữa đất trong bờ sông và sông. Hồ chứa có thể được bơm ra sông bằng các cối xay gió khác bất cứ khi nào mực nước sông đủ thấp; mực nước sông có cả sự thay đổi theo mùa và thủy triều. Mặc dù một số cối xay gió vẫn được sử dụng, các công trình nước chính được cung cấp bởi hai trạm bơm diesel gần một trong những lối vào của khu vực cối xay gió.